# Modica
Modica (italijanska izgovorjava: [ˈmɔːdika]; sicilijansko Muòrica, grško Μότουκα, latinizirano: Mótouka, latinsko Mutica, Motica) je mesto in občina s 54.456 prebivalci v pokrajini Ragusa na Siciliji v južni Italiji. Mesto leži v pogorju Monte Iblei ali Hiblejske gore.
Modica ima neolitsko poreklo in predstavlja zgodovinsko prestolnico območja, ki danes skoraj ustreza pokrajini Ragusa. Do 19. stoletja je bilo glavno mesto okrožja, ki je izvajalo tako širok politični, gospodarski in kulturni vpliv, da se je štelo med najmočnejše fevde Južne Italije.
Obnovljena po uničujočem potresu leta 1693, je bila njena arhitektura priznana kot izjemno pričevanje o živahnem geniju in končnem razcvetu baročne umetnosti v Evropi in je skupaj z drugimi mesti v Val di Notu del Unescovih znamenitosti v Italiji.

## Zgodovina
Po Tukididu je bilo mesto ustanovljeno leta 1360 pred našim štetjem ali 1031 pred našim štetjem, v njem pa v 7. stoletju pred našim štetjem so živeli Sikuli. Verjetno je šlo za odvisnost Sirakuz. Modico so Rimljani skupaj s Sirakuzami in vso Sicilijo zasedli po bitki na otokih Egadi proti Kartažanom v punskih vojnah 241 pr. n. št.. Modica je postala eno od petintridesetih decuman ('spontano podrejenih') mest na otoku, zatiral pa jo je pretor Gaj Ver. Postal je samostojni municipij in očitno kraj z nekaj posebnostmi. Mesto omenjata tudi Plinij Starejši in Ptolemaj med otoškimi celinskimi mesti; in čeprav njegovega imena ni mogoče najti v itinerarjih, ga znova omenja Geograf iz Ravene. Silij Italik jo vključuje tudi na svoj seznam sicilskih mest in jo takoj poveže z Netumom (danes Noto Antica), s katerim je bil očitno v isti soseski. Jugovzhodna Sicilija in Modica (po nemškem zgodovinarju L. Hertlingu) je bila hitro pokristjanjena, saj se škofija Sirakuze ponaša z apostolsko ustanovitvijo sv. Pavla leta 61. V letu 535 je bizantinski general Belizar pregnal Ostrogote in za Justinijana I. ustanovil vlado Vzhodno-rimskega cesarstva (znano tudi kot Bizantinsko cesarstvo) in že grško govoreče prebivalstvo je s svojo kulturo določilo do latinizacije Normanov v 11. stoletju.
Leta 845 so Arabci Modico zajeli med muslimanskim zavzetjem Sicilije. Mesto so imenovali Mudiqah. Leto po zajetju so Arabci utrdili njene trdnjave, nato je pod njihovo oblastjo napredovala. Leta 1091 je osvojitev Modice in celotnega Val di Nota končala dolgotrajno vojno Normanov, ki jo je vodil Roger Hauteville, proti Arabcem.
Leta 1296 je Modica postala glavno mesto pomembne grofije, ki je pod družino Chiaramonte postala cvetoča pol neodvisna država, ki je obvladovala celotno južno tretjino otoka, s pravico kovnice lastnih kovancev in drugih privilegijev.
Na praznik Vnebovzetja, 15. avgusta 1474, so kristjani storili brutalno opustošenje judovskih prebivalcev na območju Cartellone v Modici, tako imenovani Strage dell'Assunta (pokol vnebovzetja). Ta epizoda je bila prvi in grozovit antisemitski pokol sicilskih Izraelcev. Zvečer so številni kristjani (ki so jih spodbujali fanatični katoliški pridigarji, navdihnjeni z inkvizicijsko represijo) pobili približno 360 nedolžnih, kar je v La Giudecci povzročilo popolno in močno opustošenje. Spodbujanje, ki je odmevalo po ulicah, je bilo: »Hura za Marijo! Smrt Judom!« (Viva Maria! Morte ai Giudei!).
Kasneje je potres leta 1693 uničil celotno Val di Noto in nekoliko manj v Modici. Leta 1860 priključena Italiji je Modica ostala glavno mesto okrožja do leta 1926, ko je bila vključena v pokrajino Ragusa.

## Znamenitosti
Modica je sestavljena iz dveh mestnih središč, Modica Alta (Zgornja Modica) in Modica Bassa (Spodnja Modica). Starejši zgornji del leži na skalnatem vrhu južnega hriba Iblei, spodnji del je zgrajen na spodnjih pobočjih in dolini spodaj. Sprehod od Modice Alte do Modice Bassa odkriva razglede na spodnje mesto in vključuje številne stopnice; malo jih poskusi vzvratno pot peš.
V zadnjem stoletju se je mesto razširilo in razvilo nova predmestja, ki vključujejo Sacro Cuore (ali Sorda), Monserrato, Idria, ki jih pogosto imenujejo Moderna Modica; tako starim kot modernim četrtim mesta se danes pridružuje eden najvišjih evropskih viaduktov, viadukt Guerrieri, dolg 538 metrov. Viadotto Guerrieri ali viadukt Modica, je bil končan leta 1968 s parado tesno razmaknjenih stebrov (najvišji je visok 137 m), povezanih s preprostimi, prednapetimi betonskimi razponi na krovu. (36°51′02″N 14°45′02″E / 36.85056°N 14.75056°E) Le 3,2 km zahodno od Guerrierija je Viadotto Irminio, najvišji most na celotnem otoku Sicilija.
Kljub temu, da so jo potresi leta 1613 in 1693 opustošili in poplave v letih 1833 in 1902, je Modica ohranila nekaj najlepših arhitektur na Siciliji. Velik del mesta je bil obnovljen po potresu leta 1693 z impozantnimi in vidnimi mestnimi spomeniki v sicilskem baročnem slogu.
Velika baročna stolnica je posvečena sv. Juriju. Medtem ko je bila stolnica po potresu leta 1693 obnovljena, so njene korenine, tako kot mnogi drugi deli mesta, v srednjem veku. S sprednje strani stolnice vodi stopnišče s 300 stopnicami navzdol proti Modici Bassa.
Druga pomembna cerkev je posvečena sv. Petru, v Modici Bassa, z glavno fasado, ki jo krona tipični zvonik, visok 49 metrov, zgrajen v sicilskem baroku.
Druge znamenitosti so:
- Castello dei Conti (grad)
- Chiesa del Carmine
- Cerkev sv. Marije iz Betlehema
- Gledališče Garibaldi
- Palača Mercedari - vsebuje muzej in knjižnico

- Fasada baročne cerkve sv. Petra.
- Grad grofov Modica.
- viadukt Guerrieri

## Gospodarstvo
Gospodarstvo območja je v glavnem kmetijsko; proizvajajo oljke, rožiče, stročnice, žita in govedo; izjemen in edinstven izdelek je znamenita modicanska čokolada, proizvedena po starodavnem in izvirnem azteškem receptu. Zdaj so se mestu pridružile še tovarne, ki proizvajajo tekstil, pohištvo in avtomobile. Tudi turizem je za to območje pomembna panoga, saj je Modica leta 2002 postala Unescova svetovna dediščina.

## Kultura
V 18. stoletju je bila Modica v vlogi mesta umetnosti in kulture, med njenimi filozofi (Tommaso Campailla), pesniki (Girolama Grimaldi Lorefice), medicinska šola (Campailla, Gaspare Cannata, Michele Gallo, družina Polara) in literarne akademije prebivalcev. V 19. stoletju je bil fevdalizem ukinjen in Modica je postala 'meščansko' mesto, v katerem so živeli pomembneži, kot so pisatelj in antropolog Serafino Amabile Guastella, agronom Clemente Grimaldi, glasbenik Pietro Floridia in številni slikarji, zgodovinarji in drugi intelektualci.
Modica je bila tudi rojstno mesto pisatelja Salvatorea Quasimoda, leta 1959 prejemnika Nobelove nagrade za književnost.